# Mario Marazzani
Mario Marazzani (Vercelli, 28 luglio 1887 – Novara, 10 gennaio 1969) è stato un generale italiano.

## Biografia
Frequentò l'Accademia Militare di Modena uscendone sottotenente di Cavalleria nei Lancieri di Novara nel 1908. Partecipò alla prima guerra mondiale distinguendosi in rischiose missioni di guerra sul Pasubio. Nel primo dopoguerra frequentò la scuola di guerra e dal 1928 al 1932 fu ufficiale di Stato Maggiore e insegnante della scuola di guerra.
Tra il 1933 e il 1937 fu addetto militare in Polonia e poi in Lettonia, Estonia e Finlandia. Nel 1937, rientrato in Italia, assunse il comando del Piemonte Reale Cavalleria. Fu quindi nominato generale di brigata, vice comandante e poi comandante della 3ª Divisione celere "Principe Amedeo Duca d'Aosta" a partire dal settembre 1939.
Dopo lo scoppio della guerra partecipò, sempre alla testa della detta divisione celere, prima alla campagna in Jugoslavia e poi in Russia, dove, il 28 aprile 1942 fu promosso generale di divisione per merito di guerra. Nel 1943 divenne ispettore dell'arma di cavalleria. Dopo l'armistizio dell'8 settembre 1943 si diede alla clandestinità e a liberazione compiuta fu assegnato al ministero della guerra. Nel 1947 divenne comandante del Corpo d'Armata di Milano e l'anno successivo, in maggio, fu nominato primo aiutante di campo del Presidente della Repubblica. Nel 1955 fu posto nella riserva e ricevette una lettera di ringraziamento del Presidente della Repubblica per il settennato come consigliere militare. È morto a Novara il 10 gennaio 1969. Tra le molte decorazioni italiane e straniere, nel novembre 1942 fu insignito dell'ordine di Cavaliere militare d'Italia.

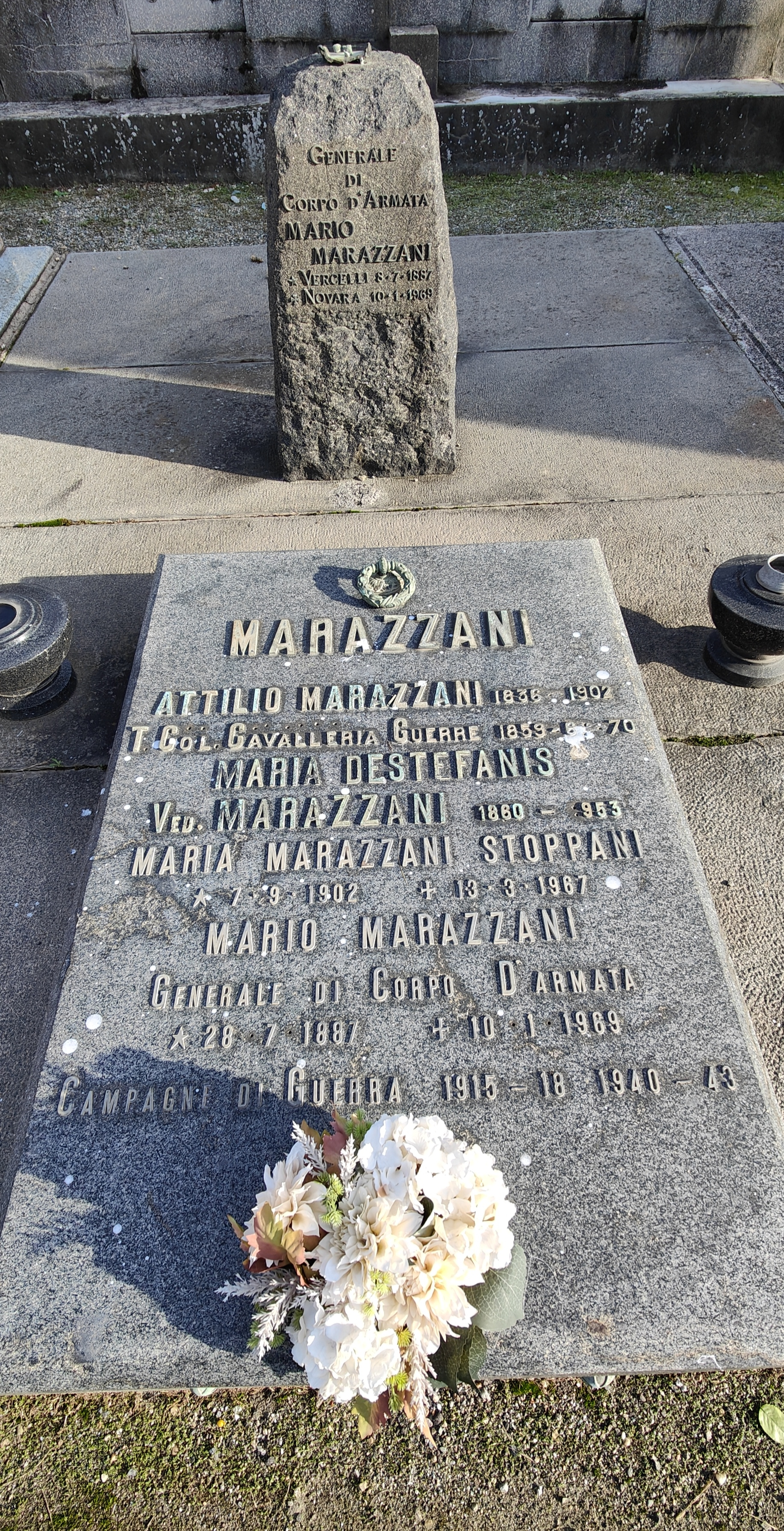
La tomba di famiglia al cimitero Billiemme (Vercelli)